# Giovanni Fanello
Giovanni Fanello (né le 21 février 1939 à Pizzo, dans la province de Vibo Valentia, en Calabre) est un footballeur professionnel italien des années 1960. Il évolue au poste d'attaquant.

## Biographie
En tant qu'attaquant, Giovanni Fanello participe aux Jeux olympiques de 1960, à Rome. Il ne dispute que deux matchs sur les cinq, et les deux fois en tant que titulaire (Taïwan et Brésil). Il inscrit un but contre Taïwan à la 49e minute. L'Italie termine quatrième du tournoi.
Il joue dans différents clubs : US Catanzaro, AC Milan, US Alexandrie, AC/SSC Naples, CC Catane, AC Torino et AC Reggiana. Il remporte une Serie C en 1959 et une Coupe d'Italie de football en 1962, alors que le club de Naples est en deuxième division, contre SPAL Ferrara.

## Clubs
- 1958-1960 : US Catanzaro (Serie C, Serie B)
- 1960-1961 : AC Milan
- 1960-1961 : US Alexandrie (Serie B)
- 1961-1963 : AC Naples
- 1963-1964 : CC Catane
- 1964-1965 : SSC Naples
- 1965-1966 : CC Catane
- 1966-1967 : AC Torino
- 1967-1970 : AC Reggiana

## Palmarès
- Championnat d'Italie de football Serie C

- - Champion en 1959
- Championnat d'Italie de football Serie B
  - Vice-champion en 1962 et en 1965
- Coupe des Alpes
  - Finaliste en 1964
- Coupe d'Italie de football
  - Vainqueur en 1962